# Lisa Mayer (Lyrikerin)

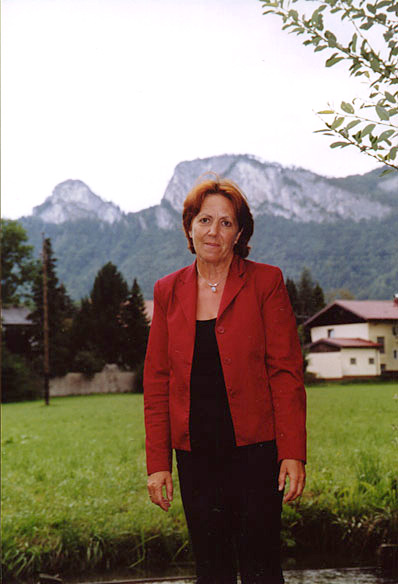

Lisa Mayer (* 1954 in Nassereith, Tirol) ist eine österreichische Lyrikerin.

## Leben
Lisa Mayer lebt seit 1977 in Puch bei Hallein und arbeitet als Logopädin.
In den 1970er Jahren veröffentlichte sie mehrere Erzählungen in Tiroler Zeitschriften. Hernach legte sie aus beruflichen Gründen eine mehrjährige Schreibpause ein und wurde Mutter von sechs Kindern. Danach wandte sie sich der Lyrik zu. 1998 erhielt sie den Salzburger Literaturpreis. 1999 erschien der erste Lyrikband Auf den Dächern wird wieder getrommelt, 2005 das zweite Buch Du allein beschenkst die Diebe. Im selben Jahr wurde sie mit dem dritten Preis beim Feldkircher Lyrikpreis ausgezeichnet. Lyrik von Lisa Mayer wurde bereits ins Polnische, Spanische, Ungarische, Arabische und Russische übersetzt. 2007 erhielt sie den Georg-Trakl-Förderungspreis. 2008 erschien ihr Dialektlyrikband „funke zinte zepf ahschneide“ im Verlag Eizenbergerhof Salzburg. Mayer nahm an zahlreichen internationalen Poesietreffen teil.